# Mănăstirea Feleac
Mănăstirea Feleac este o mănăstire ortodoxă din România situată în comuna Feleac, județul Cluj.